# Bernoullis princip
Bernoullis princip er opkaldt efter den schweiziske videnskabsmand Daniel Bernoulli: Han fastslog, at hvis den samlede energi i en given luftmasse ifølge loven om energiens bevarelse skal være konstant, så vil luftmassen udøve et lavere tryk på omgivelserne hvis den er i bevægelse end hvis den står stille.

Bernoullis princip er den primære årsag til at vinger på flyvemaskiner samt fugle og andre dyr der praktiserer svæveflyvning, kan løfte deres "ejer" til vejrs. En polsterpibe bygger på samme princip.

## Bevægelsesenergi og statisk trykenergi
En given luftmasse med rumfanget V, trykket p, massen m og en fart f besidder to slags energi; en vis kinetisk energi, samt en såkaldt statisk trykenergi. Den samlede energi Etotal, summen af den kinetiske energi og den statiske trykenergi, skal være konstant, dvs.:

{\displaystyle E_{total}=p\cdot V+{\frac {1}{2}}\cdot m\cdot f^{2}}

Hvis farten f stiger, så stiger leddet ½ · m · f² – og hvis hele summen skal være konstant, må leddet p · V falde tilsvarende. Og så længe rumfanget V er konstant, må trykket p nødvendigvis falde for at opretholde samme totalenergi Etotal